# 犬とジャッカル

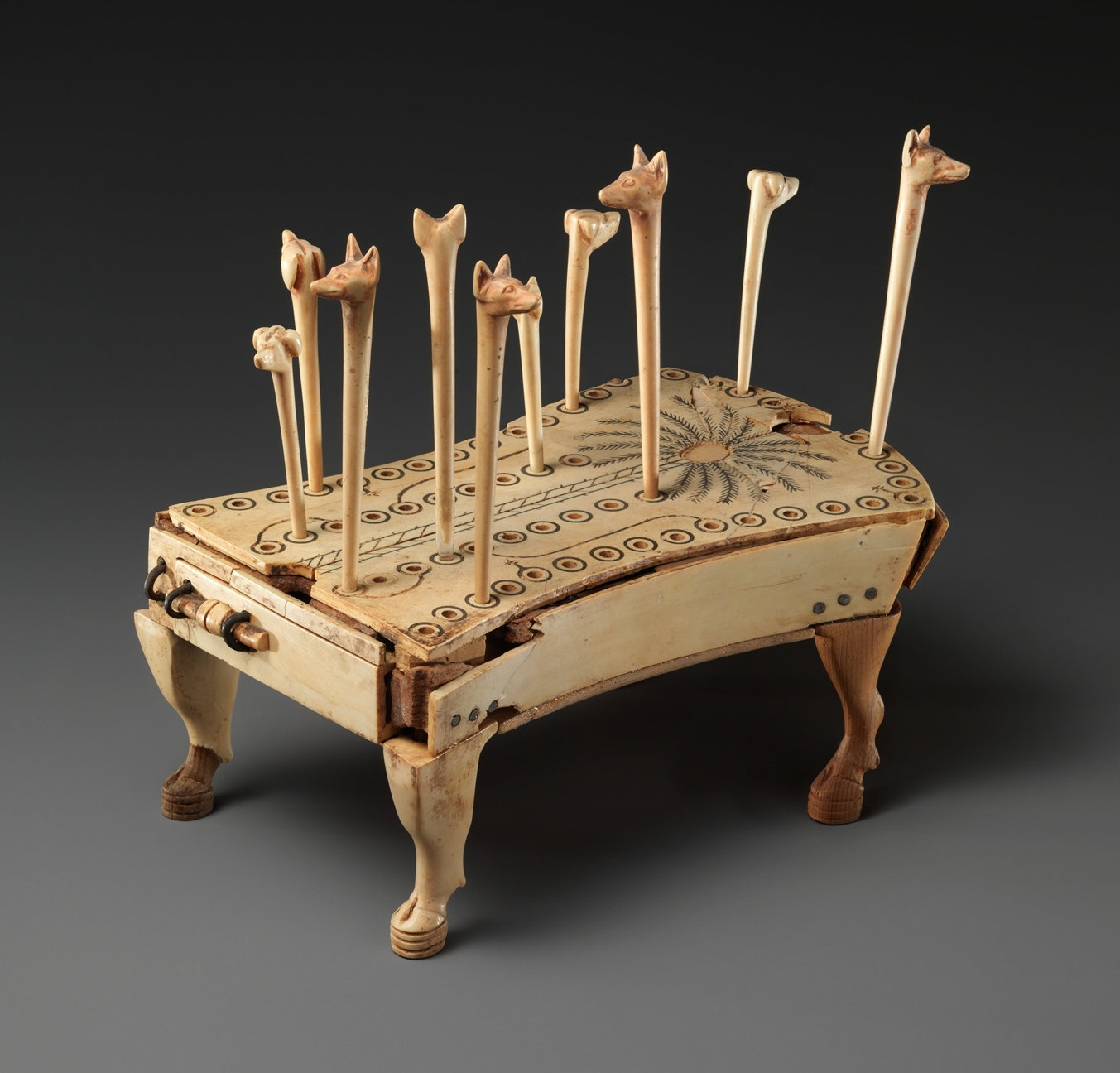
テーベで発見されたエジプト第13王朝のゲーム盤

犬とジャッカル（いぬとじゃっかる、英語：Hounds and Jackals）は、古代エジプトのボードゲームを現代で名付けたものである。古代の正式名称は不明。翻訳の揺れとして、猟犬とジャッカル、ハウンドとジャッカル、ハウンド犬とジャッカルなどという表記もある。また、あまり使われないが58ホールズ（fifty-eight holes）とも現代において名付けられた。

## 命名
現代名は、テーベの墳墓でエジプト第13王朝の物と考えられる完璧なゲーム盤を発見した考古学者ハワード・カーターによって考案された。

## ゲーム盤の概要
ゲーム盤は29個の穴2セットからなる（計：58個の穴）。ゲームの駒としてジャッカルまたはイヌの頭を持つ10個の小さなスティックがつく。
ゲームは紀元前2000年頃にエジプトで登場し、エジプト中王国期に流行した。それはエジプトだけでなく、メソポタミア文明やコーカサスでも知られていた。
また、アゼルバイジャンのゴブスタン国立保護区にある紀元前2千年紀の遊牧民が使用した岩窟にも、同ゲームが遊ばれていた形跡が見つかっている。